# 網走厚生病院

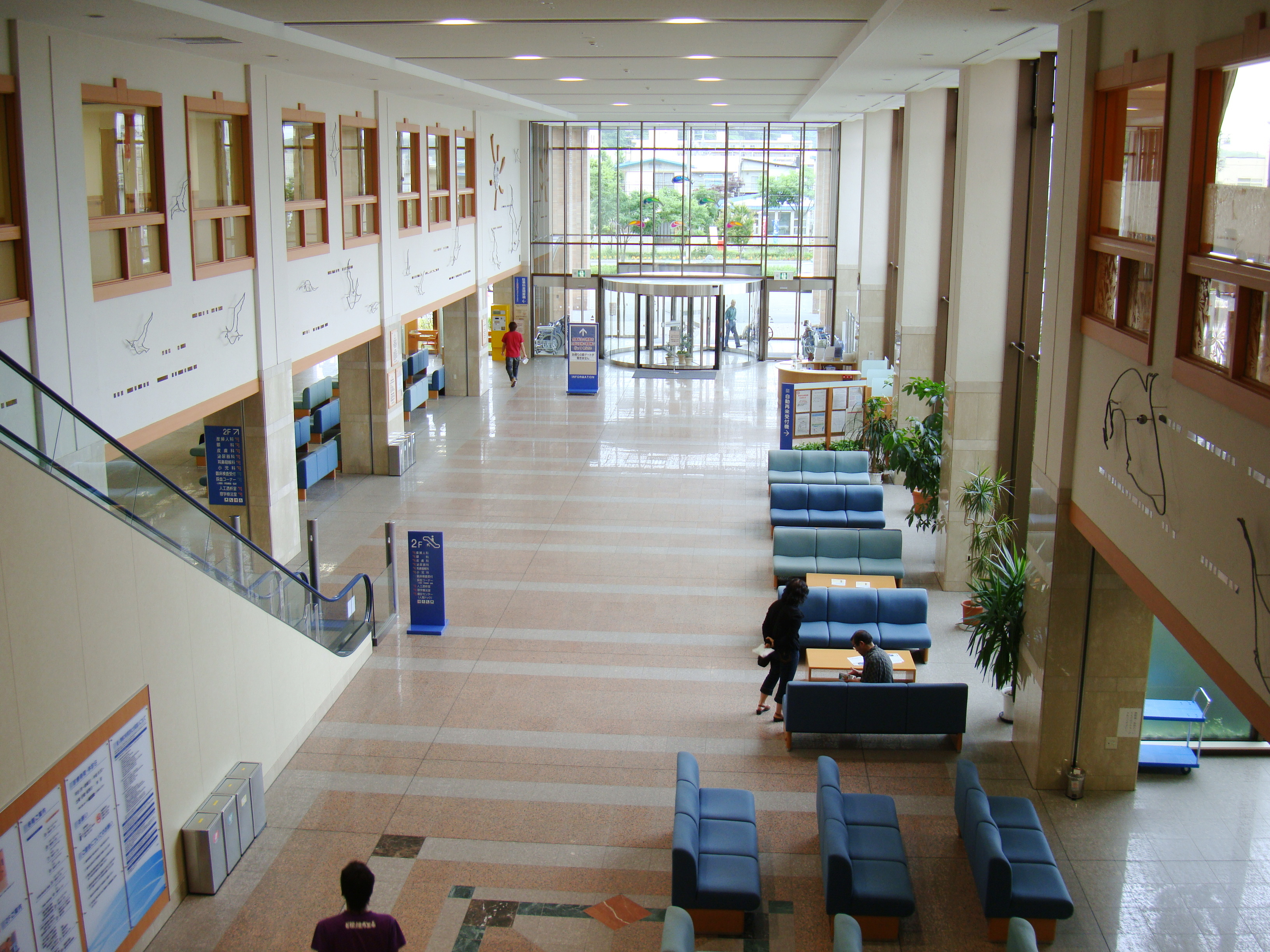
病院内（2010年5月）

網走厚生病院（あばしりこうせいびょういん）は、北海道網走市にある病院。

## 沿革
- 1940年（昭和15年）：「斜網医療利用組合連合会」設立[2]。
- 1943年（昭和18年）：北海道農業会引継[2]。
- 1944年（昭和19年）：病院開設[2]。
- 1948年（昭和23年）：北海道農業会解散し、北海道厚生連に改組。「網走厚生病院」となる[2]。
- 1951年（昭和26年）：公的医療機関指定[2]。
- 1958年（昭和33年）：総合病院となり、「網走厚生総合病院」と改称[2]。
- 1959年（昭和34年）：増改築工事竣工[2]。
- 1966年（昭和41年）：網走市所有中央国保診療所買収し、結核病棟に改装（1982年に一般病棟変更）[2]。
- 1983年（昭和58年）：「厚生連総合病院網走厚生病院」と改称[2]。
- 1986年（昭和61年）：増改築工事竣工[2]。
- 1991年（平成03年）：増改築工事竣工[2]。
- 1998年（平成10年）：増改築工事竣工[2]。
- 2001年（平成13年）：訪問看護ステーション「あすなろ」開設[2]。
- 2004年（平成16年）：医療安全相談室開設[2]。
- 2005年（平成17年）：地域医療連携室開設[2]。
- 2006年（平成18年）：病院全面新築[2][3]。診療情報管理室開設[2]。
- 2013年（平成25年）：災害派遣医療チーム（DMAT）結成[2]。
- 2014年（平成26年）：地域包括ケア病棟運用開始[2]。
- 2016年（平成28年）：網走市休日内科救急センター開設[2]。

## 機関指定
| 救急告示病院（救急指定病院） | 病院群輪番制病院           |
| 地域センター病院             | 臨床研修指定病院           |
| 災害拠点病院                 | 地域周産期母子医療センター |
| 労災保険指定医療機関         | 生活保護法指定医療機関     |
| 結核予防法指定医療機関       | 精神衛生法指定医療機関     |
| 更生医療指定医療機関         | 養育医療指定医療機関       |
| 原爆医療指定医療機関         | 母体保護法指定医療機関     |
| 身体障害者福祉法指定医療機関 | 児童福祉法指定医療機関     |
| 第二種感染症指定医療機関     |                            |

## 診療科等
診療科
- 内科・消化器科
- 呼吸器科
- 循環器科
- 小児科
- 外科
- 整形外科
- 産婦人科
- 皮膚科
- 泌尿器科
- 耳鼻咽喉科
- 眼科
- 臨床研修医

専門外来
- 禁煙外来
- 女性健康相談
- 助産師外来

部門
- 看護部
- 薬剤部
- 医療技術部
- 医療安全管理科
- 訪問看護ステーション「あすなろ」・網走厚生訪問看護指定居宅介護支援事業所

## 施設認定
| 日本内科学会認定医制度教育関連病院   | 日本消化器内視鏡学会認定指導施設     |
| 日本大腸肛門病学会専門医修練施設     | 日本消化器病学会関連施設             |
| 日本肝臓学会認定関連施設             | 日本循環器学会循環器専門医研修施設   |
| 日本周産期・新生児医学会補完研修施設 | 日本外科学会認定施設                 |
| 日本外科学会外科専門医制度関連施設   | 日本乳癌学会認定医専門医制度関連施設 |
| 日本消化器外科学会関連施設           | 日本整形外科学会研修施設             |
| 日本眼科学会専門医研修施設           | 日本医療機能評価機構認定施設         |
| 日本小児科学会専門医研修施設         |                                      |

## アクセス
国道39号（北中央通）沿いに位置している。
- 北海道旅客鉄道（JR北海道）網走駅から徒歩約20分
- 網走バス・網走観光交通・斜里バス「（網走）厚生病院前」バス停下車